# Église Saint-Léger de Flixecourt
L'église Saint-Léger de Flixecourt est située à Flixecourt dans le département de la Somme entre Abbeville et Amiens.

## Histoire
Il existait à Flixecourt au Moyen Âge, un prieuré fondé au XIIe siècle par Aleaume d'Amiens, qui dépendait de l'abbaye Saint-Lucien de Beauvais. En 1583, ce prieuré dépendit du collège des Jésuites d'Amiens. Le prieur exerçait également la fonction de curé de la paroisse.
En 1706, la flèche du clocher fut emportée par une tempête, elle emporta dans sa chute une partie de la nef. L'état dégradé de l'église imposait sa reconstruction, ce qui fut décidé. La réalisation d'une nouvelle église fut confiée le 28 avril 1789 à Jacques de Sailly, entrepreneur de maçonnerie à Ham. Les travaux s'achevèrent le 27 février 1791.
Le clocher-porche, fit l'objet d'une importante restauration en 1876. En 1935, ce clocher présentait de nombreuses fissures, il s'écroula en avril 1940. En 1945, on décida de démonter la partie qui était restée debout et de reconstruire un nouveau clocher. La tâche fut confiée à Pierre Lemaire, architecte de la commune et à son confrère Pierre Herdebaut. Ils proposèrent de remplacer l'ancien clocher par un clocher-mur qui fut réalisé en 1956.

## Caractéristiques

### Extérieur
L'église Saint-Léger est construite en pierre calcaire et couverte d'ardoises. Située en hauteur, elle est orientée nord-sud et précédée d'un parvis auquel on accède par un escalier. 
L'édifice est construit selon un plan allongé à trois vaisseaux avec un chevet polygonal et un clocher-mur en façade. La nef est séparée des bas-côtés par une série de grandes arcades en plein cintre retombant sur des colonnes circulaires reposant sur une base carrée, les colonnes sont terminées par des chapiteaux. L'éclairage de l'édifice se fait par les fenêtres des bas-côtés. La nef est couverte d'une fausse voûte en anse de panier.

### Intérieur

#### Mobilier
Le maître-autel en bois peint et doré date du premier quart du XVIIIe siècle, il provient de l'ancienne église Saint-Sulpice d'Amiens. Deux crédences en bois peint et doré de style Louis XV, avec dessus en marbre, l'une est décorée d'objets liturgiques et de têtes d'anges, et l'autre de fleurs ciselés, sont classés monuments historiques au titre d'objet depuis le 16 juillet 1984.
À l'extrémité sud de chaque bas-côté sont situés des autels latéraux, consacrés à la Vierge pour le bas-côté est, à saint Léger pour le bas-côté ouest. Le chœur est couvert d'une fausse voûte en cul de four.
La chaire à prêcher en bois, qui provient de l'ancienne abbaye de Berteaucourt-les-Dames, est classée monument historique au titre d'objet depuis le 27 avril 1944.

#### Œuvres d'art
Le tableau (2,1 m x 1,8) : Le Christ au Jardin des Oliviers du premier quart du XIXe siècle, la croix d'autel en cuivre argenté, les six chandeliers d'autel en cuivre argenté du XVIIIe siècle sont classés monuments historiques au titre d'objet depuis le 19 avril 1985.
Une clef de voûte (déposée), qui provient du clocher de l'ancienne église, est décorée de l'agneau de saint Jean-Baptiste porteur de l'oriflamme sculptée. 

#### Orgue
L'église de Flixecourt conserve des orgues dont le buffet en chêne proviendrait de l'ancienne église abbatiale de Berteaucourt-les-Dames, d'où il aurait été transporté vers 1860. Ce buffet de style rocaille date du XVIIIe siècle, il est classé monument historique au titre d'objet depuis le 11 
mai 1981.

#### Extérieur de l'église

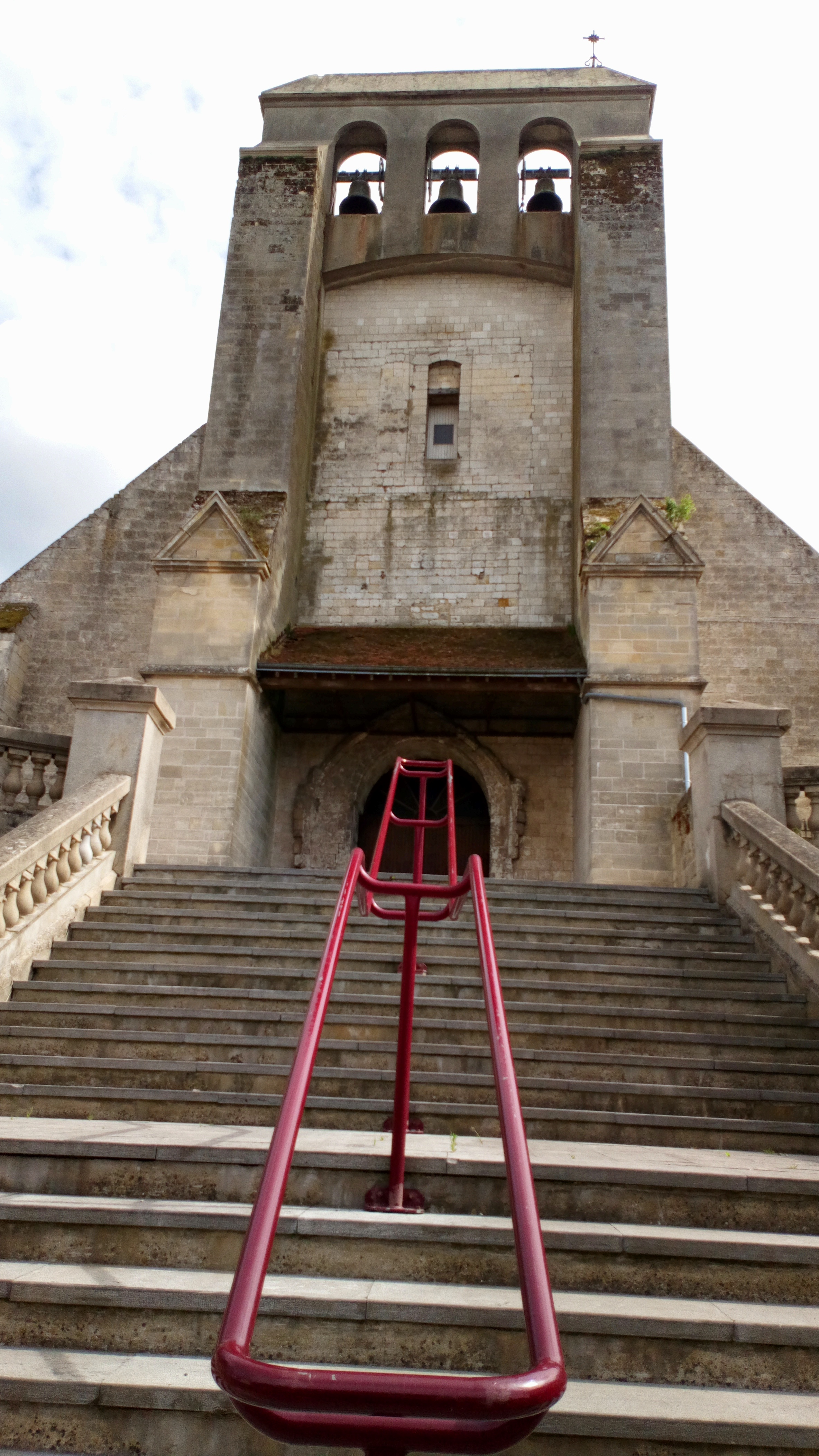
Le vaste escalier conduisant au porche.
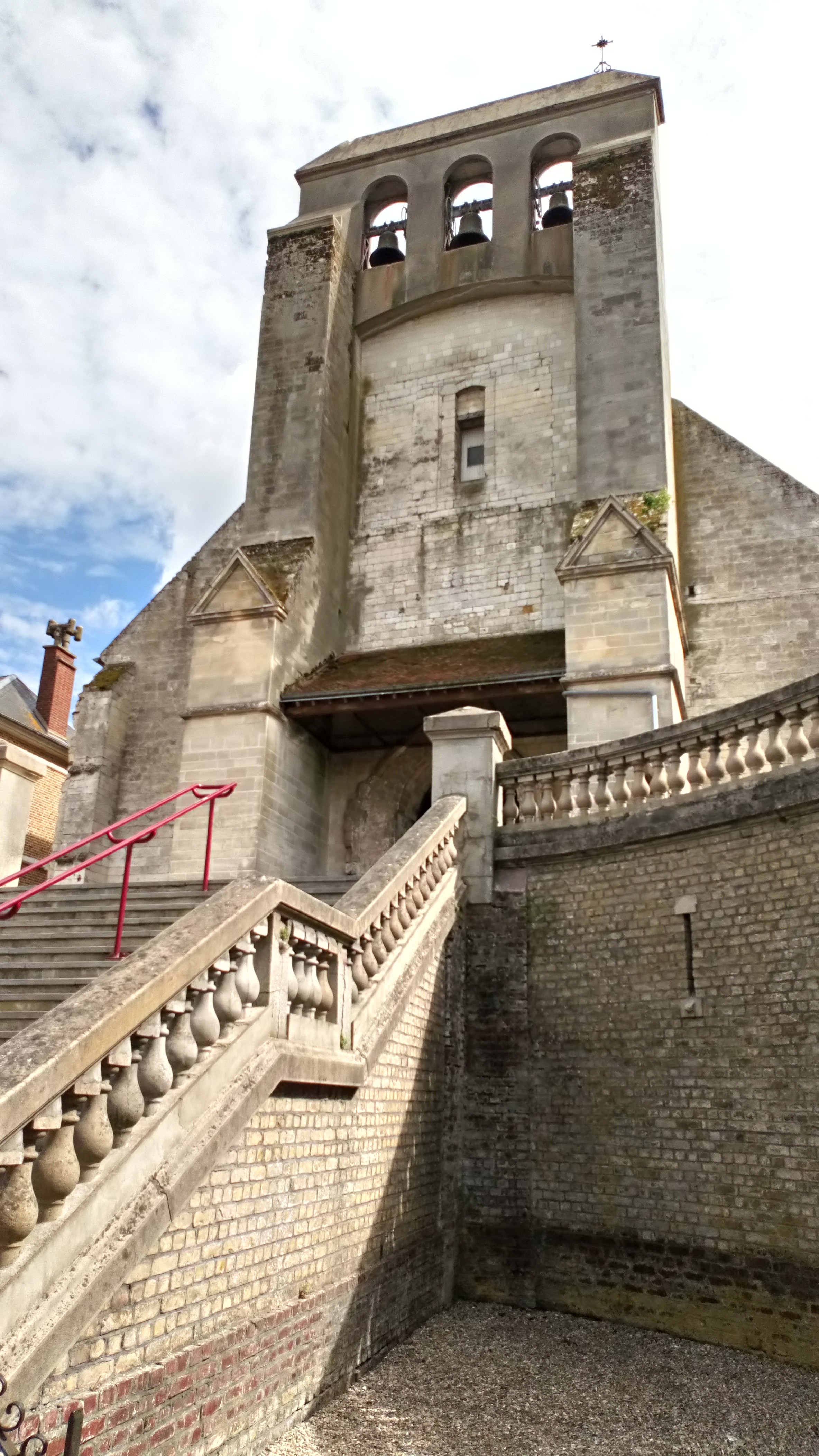
Le clocher-mur.
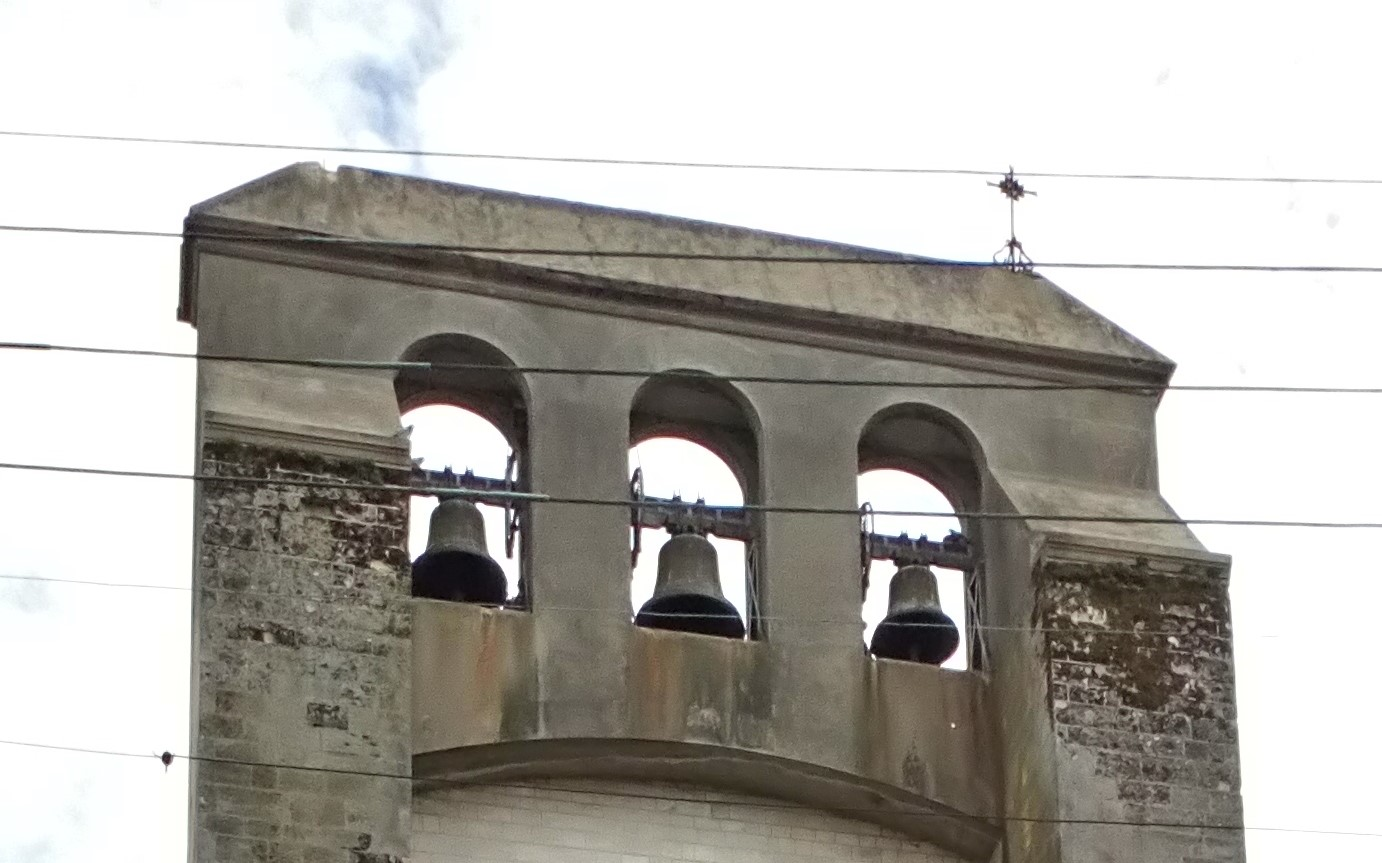
Les trois cloches.
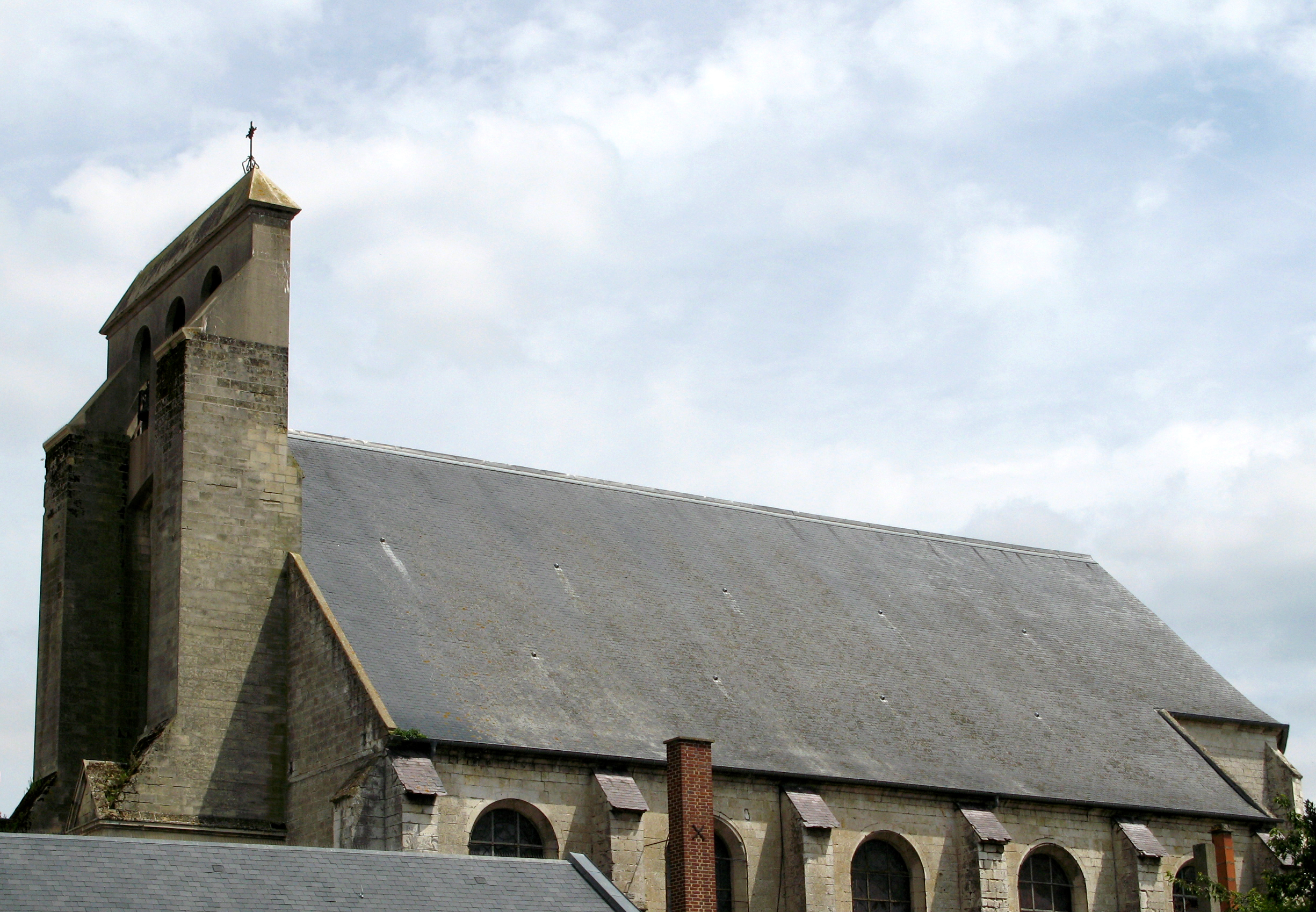
Vue du côté sud.
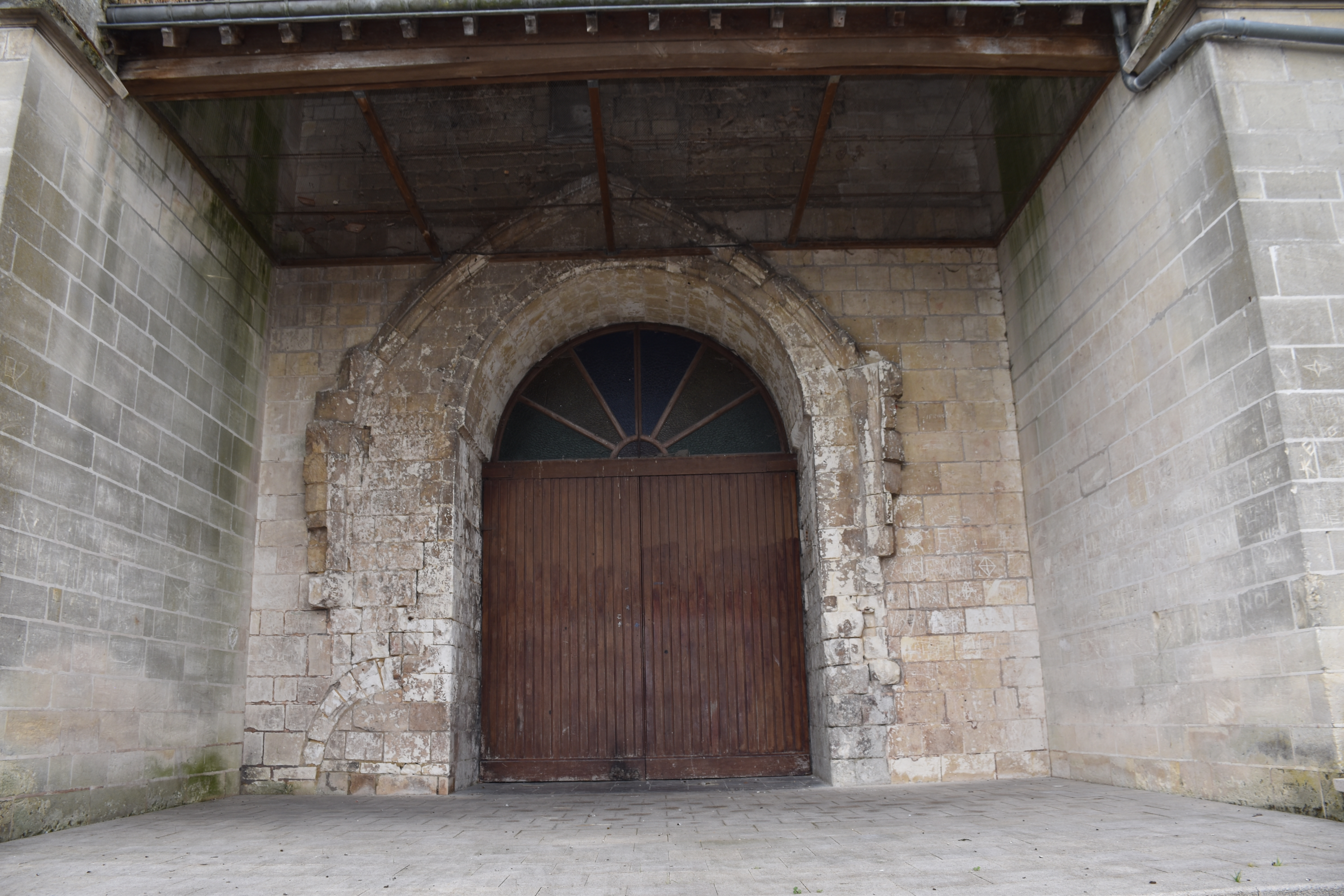
Le porche couvert.

#### Intérieur de l'église

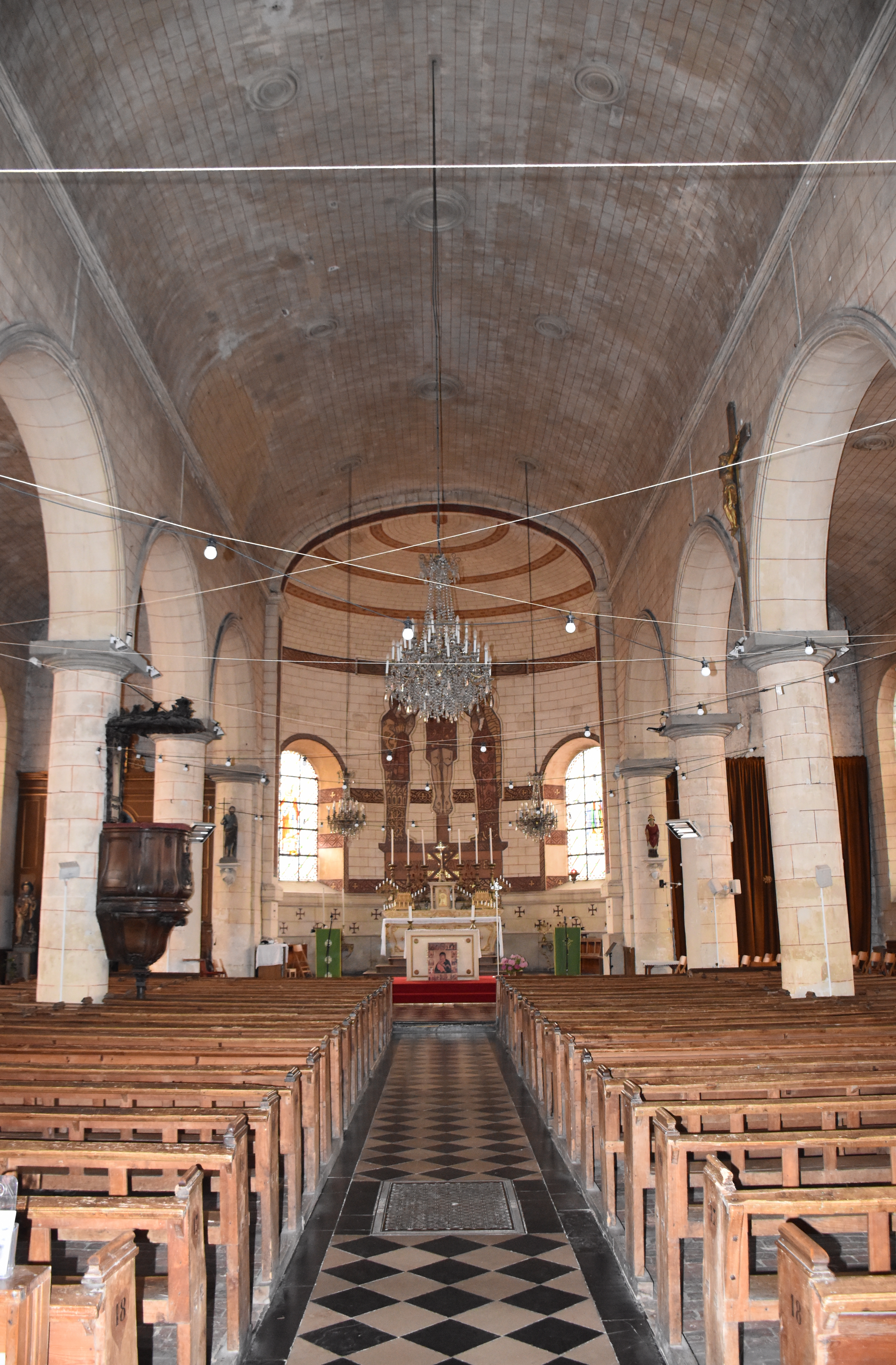
La nef
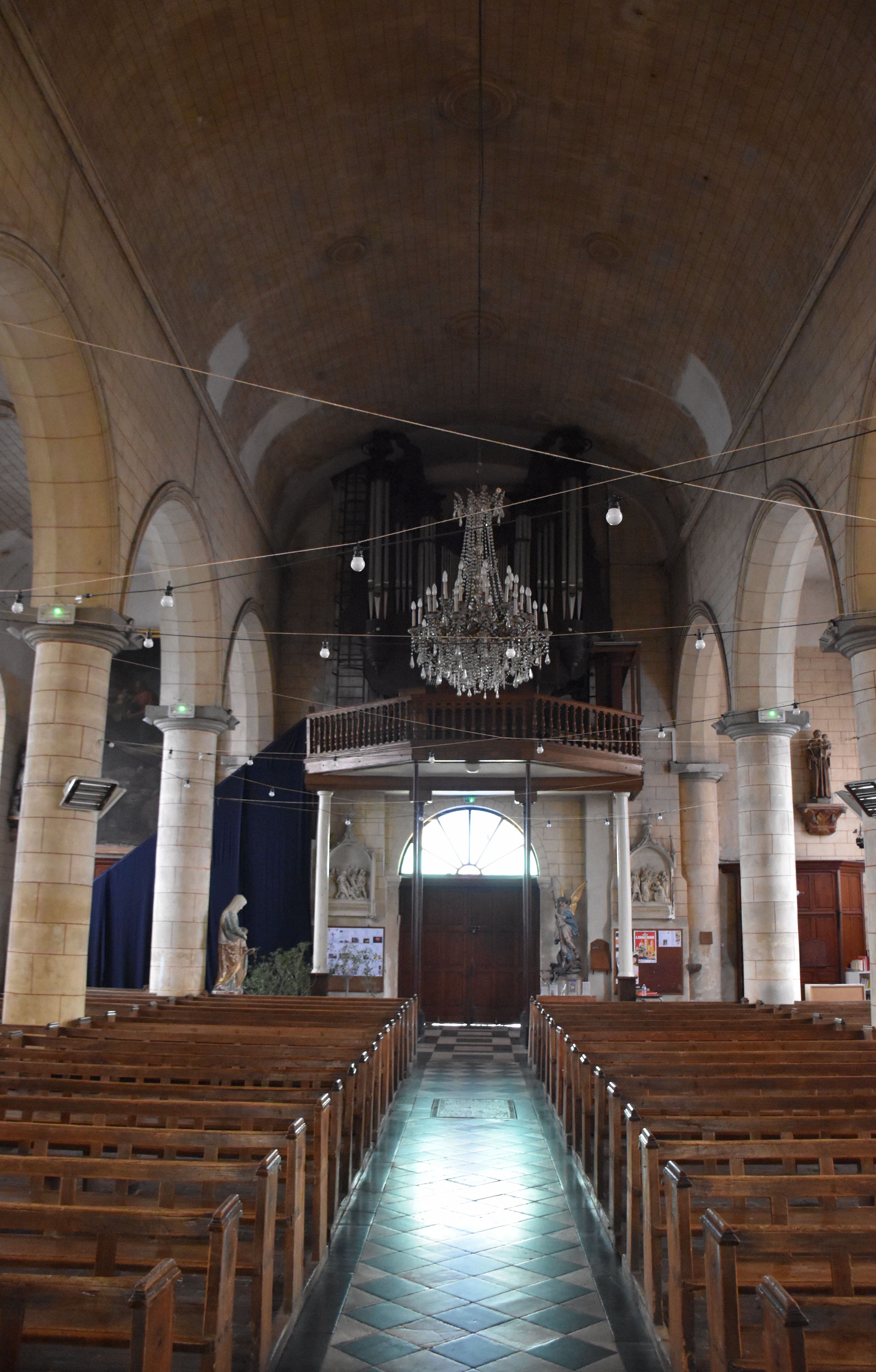
La nef côté porche
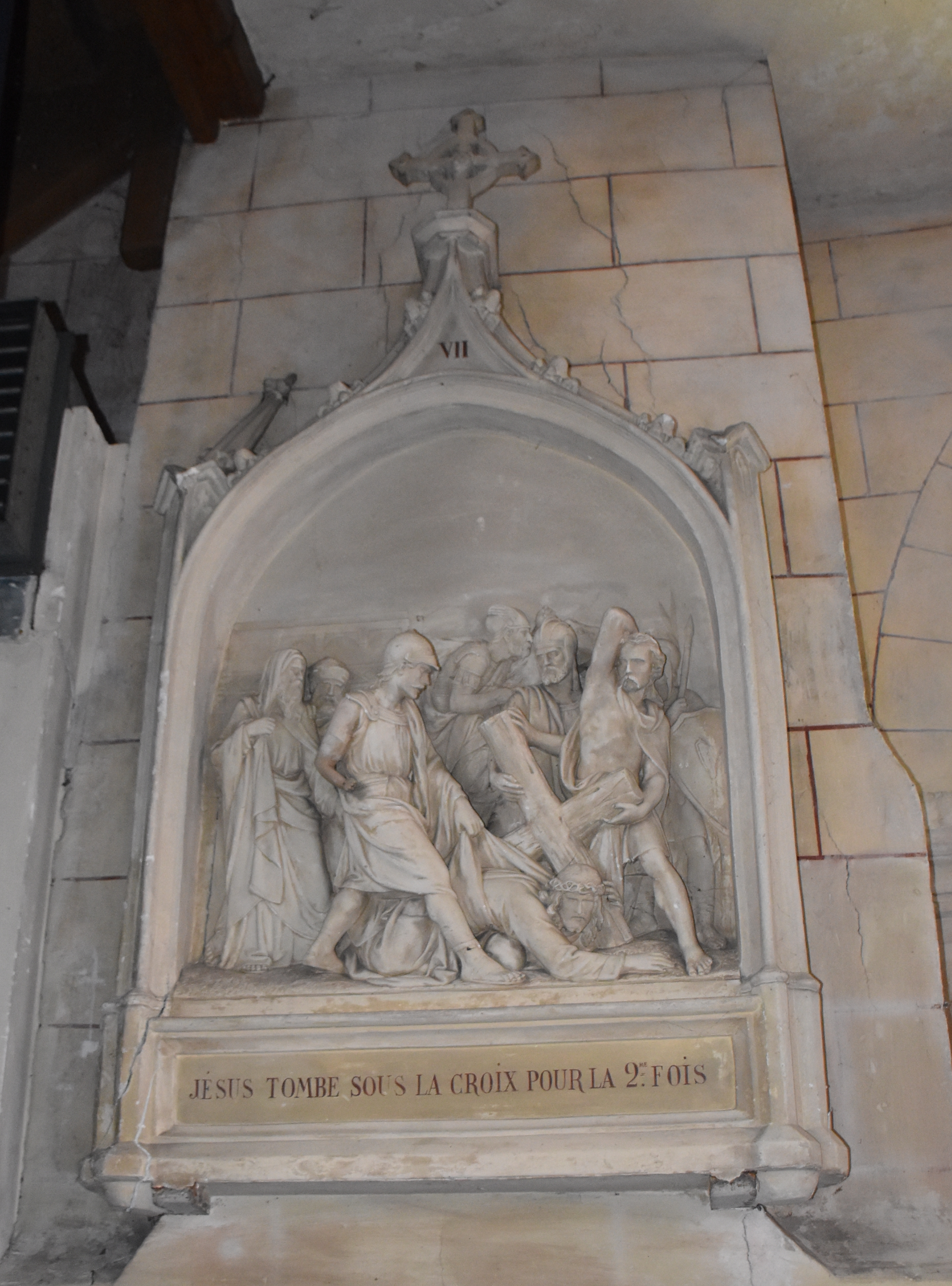
Chemin de croix -Station VII.
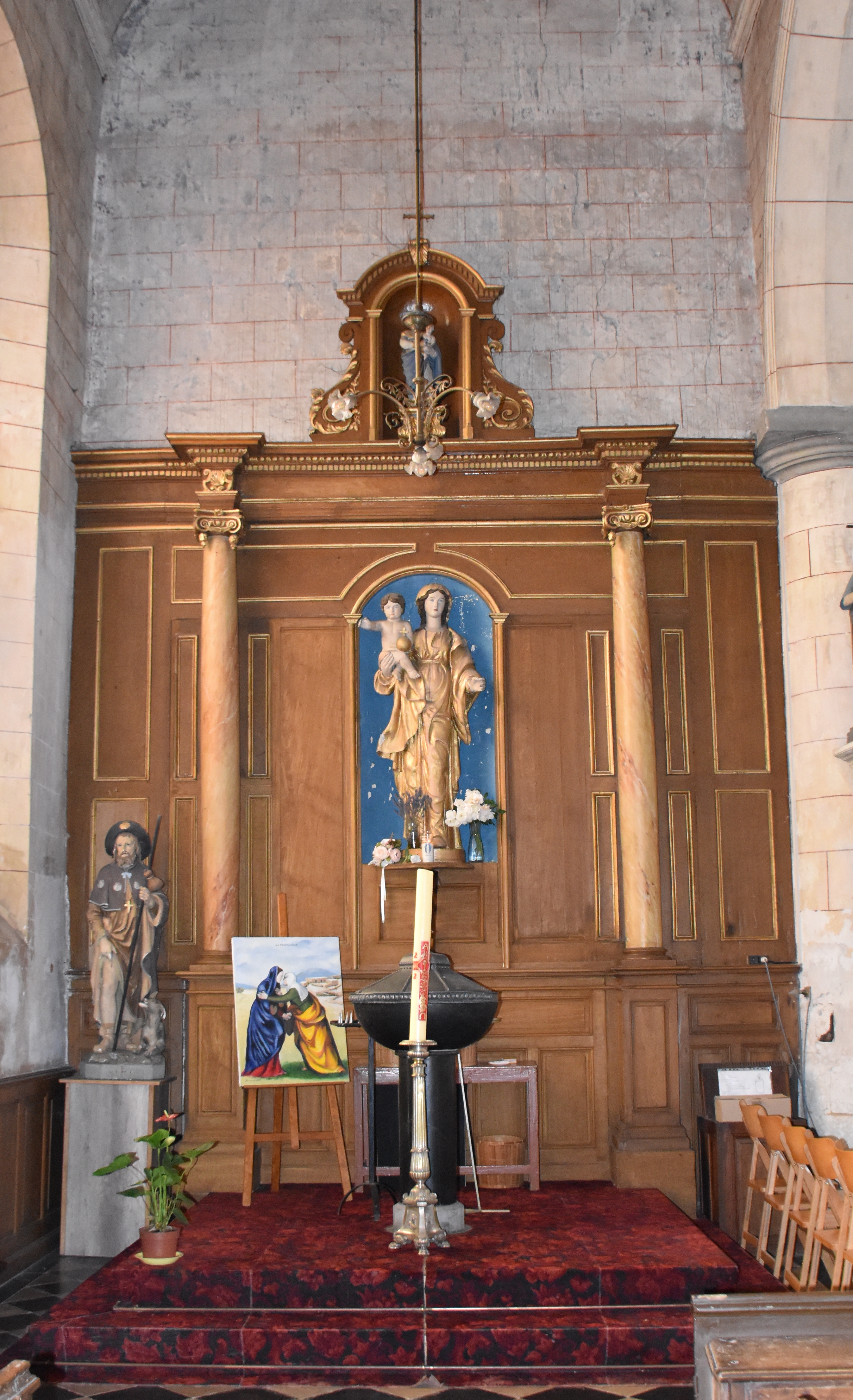
Retable de la Vierge.
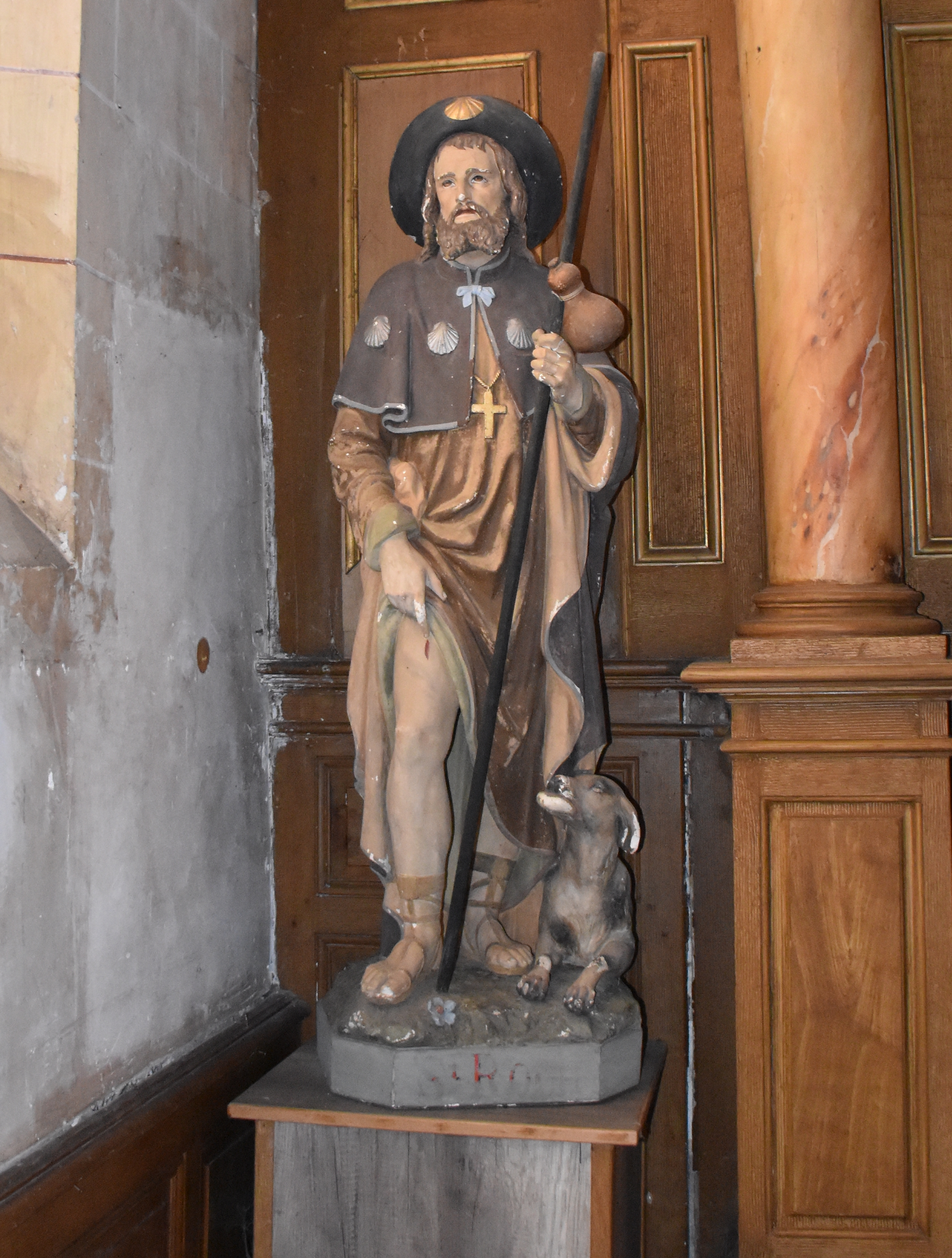
Statue de Saint Roch.